# Franz Xaver Schaffer
Franz Xaver Schaffer (* 12. April 1876 in Mährisch-Schönberg; † 17. April 1953 in Wien) war ein österreichischer Geologe und Paläontologe.

## Leben
Schaffer war der Sohn eines Eisenbahndirektors und wurde 1899 an der Universität Wien promoviert. Von 1900 bis 1936 war er am Naturhistorischen Museum Wien tätig, zudem Universitäts-Professor in Wien und Hofrat. Zum 1. Januar 1941 trat er der NSDAP bei (Mitgliedsnummer 9.636.735). Er wurde am Döblinger Friedhof bestattet.
Er befasste sich insbesondere mit der Geologie des Wiener Beckens und dem Tertiär und ist für Lehrbücher zur Geologie und Bücher zur Geologie der Umgebung von Wien bekannt.

## Schriften
- Geologie von Wien. Lechner, Wien 1904–1906
- Geologischer Führer für Exkursionen im inneralpinen Becken der nächsten Umgebung von Wien. Borntraeger, Sammlung Geologischer Führer, 3 Bände, 1907, 1908, 1913
- Lehrbuch der Geologie. 3 Bände, Deuticke, Leipzig/Wien, 2. und 3. Auflage Band 1 (Allgemeine Geologie), 1922, Band 2 (Grundzüge der historischen Geologie), 1924, Band 3, 1941 (Regionale Geologie)
- Grundzüge der Allgemeinen Geologie. Deuticke, Leipzig/Wien 1916
- Geologie, Geschichte und Bau der Umgebung von Wien. Deuticke, Wien 1927
- mit Rudolf Grill, F. Heritsch, O. Kühn, R. Janoschek, R. Schwinner, E. Spengler, L. Waldmann, Arthur Winkler-Hermaden: Geologie von Österreich. 2. Auflage. Deuticke, Wien 1951 (Schaffer war Herausgeber)
- Cilicia. In: Petermann's Mitteilungen aus Justus Perthes' Geographischer Anstalt. Ergänzungsheft 141, Perthes, Gotha 1903, S. 1–110